# Mimosa echinocaula
Mimosa echinocaula är en ärtväxtart som beskrevs av George Bentham. Mimosa echinocaula ingår i släktet mimosor, och familjen ärtväxter. Inga underarter finns listade i Catalogue of Life.